# 多摩モノレールカード
多摩モノレールカード（たまモノレールカード）とは、多摩都市モノレールで発行されていた磁気式乗車カードである。
同社はパスネットに加盟しており、パスネット加盟各社局で使用できる。仕様はパスネットと同じ。

## 概要
- 自動改札機に直接投入して使えるストアードフェアカードであり、乗車券を購入する必要はない。また、プリペイドカードとして、自動券売機でカードを使用して乗車券や回数券を購入する事や、自動精算機での乗り越し精算をすることができる。
- 将来のJR東日本との共通化を視野にイオカードと同じシステムを導入したため、磁気面の様子がイオカードとほとんど同じだったが、入場時だけではなく、出場時にも印字した（残額印字はなし）。但しJR東日本はICカード式プリペイド乗車カード(Suica)を開発中であることや、運賃計算上の不都合を理由に、共通化（パスネット協議会）に参加しなかった。
- 当初は自動改札のみでの印字だったが、2000年8月頃から自動券売機、自動精算機、有人改札でも印字され、出場時に残額が印字されるようになった。
- 2000年（平成12年）10月14日に関東の私鉄・地下鉄22社局共通のストアードフェアシステム「パスネット」を導入した際に、イオカードベースの他のカードと共に共通化のベースのひとつとなった（導入当初は17社局）。

## 沿革
- 1998年（平成10年）11月27日 - 開業と同時に発売開始。
- 2000年（平成12年）10月14日 - パスネットとして運用開始。
- 2008年（平成20年）
  - 1月10日 - 発売終了。
  - 3月14日 - 多摩モノレールカードの自動改札機での利用を終了。
- 2014年（平成26年）12月15日 - 自動券売機等における利用を2015年（平成27年）3月31日をもって終了、払い戻しの取り扱いを2018年（平成30年）1月31日をもって終了すると発表（後述）。

## その他
パスネット導入以前に発行されたカードは、視覚障害者用の切り欠きの形がパスネット標準仕様と異なっているが、そのままパスネット加盟各社局で使用できた。

## PASMO導入後の扱い
2007年3月18日にパスネットおよびバス共通カードの導入事業者などでJR東日本などの「Suica」と相互利用できるICカード「PASMO」を導入した。
多摩モノレールカードを含むパスネットカードはPASMO導入から当面の間は発売されたが、PASMOの普及に伴い2008年1月10日の終電をもってこれらのカードの販売が導入全社局で終了し、2008年3月14日の終電をもってパスネットカードは自動改札機での利用ができなくなった。なお、残額のあるカード（初期発売、他事業者発売のカード含む）は同年3月15日以降無手数料での払い戻しや、 PASMOへの残額の移行、自動券売機での切符の購入や、自動精算機・有人改札での精算には引き続き利用できたが、その後、利用状況の減少・PASMOへの代替が進んだことに鑑み、「パスネット」表記の有無に関係なく、多摩モノレールカードの利用を2015年3月31日をもって終了すると共に、払い戻しの取り扱いを資金決済に関する法律に基づいて2018年1月31日をもって終了することになった。